# حكومة عطا الأيوبي
الحكومة السورية التي تشكلت في 25 مارس 1943، هي الحكومة الثامنة والعشرين في تاريخ سوريا الحديث، والثالثة عشر في عهد الجمهورية السورية الأولى. شكلت من قبل حياديين للإشراف على الانتخابات النيابية، التي أفرزت مجلسًا نيابيًا سيطرت عليه الكتلة الوطنية وأفضى لانتخاب شكري القوتلي برئاسة الجمهورية. وقد جمع رئيسها إلى منصبه منصب الرئيس المؤقت للجمهورية.

## تشكيلة الحكومة
| الوزير               | الوزارة                                                              |
| -------------------- | -------------------------------------------------------------------- |
| عطا الأيوبي          | رئيس مؤقت للجمهورية، رئيس الوزراء، وزير الداخلية، وزير الدفاع الوطني |
| الأمير مصطفى الشهابي | وزير المالية، وزير الاقتصاد الوطني، وزير الإعاشة والتموين            |
| فيضي الأتاسي         | وزير العدل، وزير المعارف، وزير الشؤون الاجتماعية                     |
| نعيم الإنطاكي        | وزير الخارجية، وزير الأشغال العامة                                   |

| الترتيب | المنصب                 | الصورة | شاغل المنصب   | الحزب | الحزب | في المنصب من | في المنصب حتى | ملاحظات |
| ------- | ---------------------- | ------ | ------------- | ----- | ----- | ------------ | ------------- | ------- |
| –       | رئيس الوزراء           |        | عطا الأيوبي   |       |       | 25 آذار 1943 | 19 آب 1943    |         |
|         | وزير الداخلية          |        | عطا الأيوبي   |       |       |              |               |         |
|         | وزير الدفاع الوطني     |        | عطا الأيوبي   |       |       |              |               |         |
|         | وزير المالية           |        | مصطفى الشهابي |       |       |              |               |         |
|         | وزير الاقتصاد الوطني   |        | مصطفى الشهابي |       |       |              |               |         |
|         | وزير الإعاشة والتموين  |        | مصطفى الشهابي |       |       |              |               |         |
|         | وزير الخارجية          |        | نعيم الأنطاكي |       |       |              |               |         |
|         | وزير الأشغال العامة    |        | نعيم الأنطاكي |       |       |              |               |         |
|         | وزير العدلية           |        | فيضي الأتاسي  |       |       |              |               |         |
|         | وزير المعارف           |        | فيضي الأتاسي  |       |       |              |               |         |
|         | وزير الشؤون الاجتماعية |        | فيضي الأتاسي  |       |       |              |               |         |

## الملاحظات
1. ↑  فراغ الحقل لا يعني بالضرورة أن شاغل المنصب مستقل سياسياً أو غير حزبي، ولكن بسبب عدم توفر المعلومات أو المصادر.